# اس‌ام یوبی-۱۱۴
اس‌ام یوبی-۱۱۴ (به انگلیسی: SM UB-114) یک زیردریایی بود که طول آن ۵۵٫۳ متر (۱۸۱ فوت) بود. این زیردریایی در سال ۱۹۱۷ ساخته شد.